# Tradiční africká náboženství

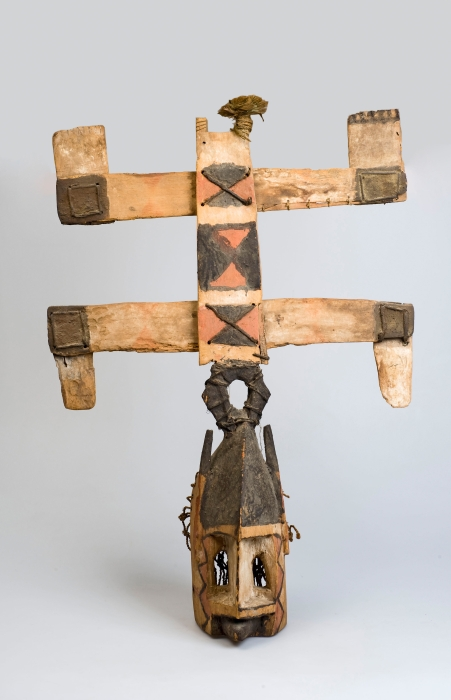
Tradiční rituální maska Dogonů obestřená tajemstvím

Tradiční africká náboženství je souhrnné označení pro různé věrské představy a praktiky domorodých Afričanů. Jedná se o řadu odlišných náboženských tradic, které se zároveň vzájemně ovlivňovaly, kterým je však zpravidla společná víra v nejvyšší bytost – zpravidla pasivní nebeské božstvo, praktikování posedlosti duchy či bohy a významný kult předků. Tradičního náboženství se na počátku 21. století drží přibližně jedno procento populace tohoto kontinentu, především na Madagaskaru, Mauriciu, v Togu, Jižním Súdánu a Beninu, zatímco většina obyvatel Afriky vyznává křesťanství či islám. Výrazný je však vliv domorodých tradic v různých synkretických a lidových představách. Z tradičního náboženství také ve velké míře vychází afroamerická náboženství jako je vúdú nebo kandomble.

## Zulové

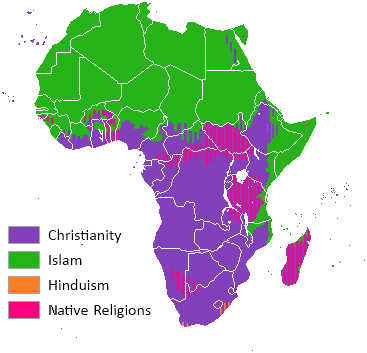
Náboženství rozšířená v Africe

Zulové žijí v jižní části Afriky, patří do nigero-konžské jazykové skupiny, konkrétně do skupiny Bantu.
Nejdůležitějším místem pro Zuly je jejich vesnice neboli umuzi, která je vždy postavena na kopci. Zde se odehrávají nejvýznamnější obřady. Každou zulskou vesnici vede náčelník (= umnumzane), ten je dědičným představitelem vesnice. Je odpovědný za rituální obřady, nejdůležitější jsou pro Zuly rituály týkající se předků, další jsou obřady týkající se narození, sňatku nebo smrti. Náčelník rozhoduje o každodenním životě vesničanů, stará se o udržování dobrých vztahů ve vesnici. Existuje zde mnoho zulských rolí, náčelník jich vykonává sedm: roli věštce, bylinkáře, pacienta, nebeského pastýře, prosebníka, kouzelníka a čaroděje.

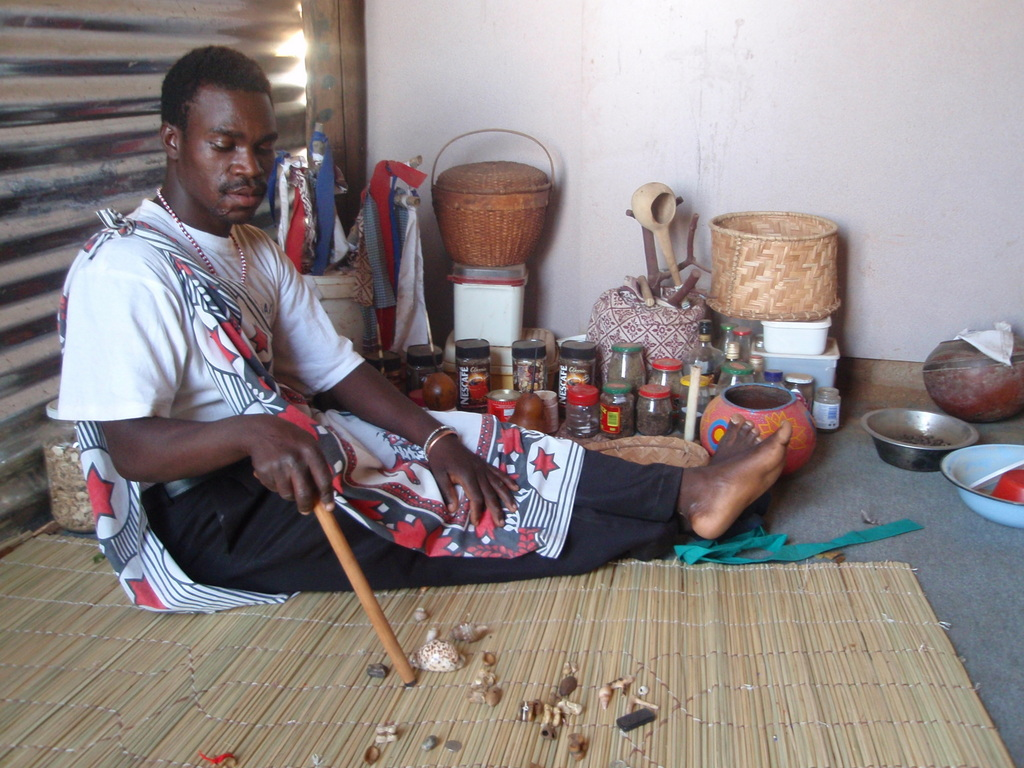
Jihoafrický léčitel provádějící věštbu z kostí

Zulové mají náboženský vztah k obloze i k zemi. Bůh oblohy (= Inkosi Yezulu) je muž, otec a bůh země je žena, matka. Po smrti se lidé vracejí k matce, jen za zvláštních okolností se lidé vracejí k otci. Tito dva bozi se považují za rodiče lidí (= abantu). Sílu, kterou Zulové uznávají je moc léků. Je to síla sama o sobě. 
Zulu je tradiční jihoafrické náboženství, které zná mnoho božstev, běžně spojovaných se zvířaty či přírodními jevy. Nejvyšší Bůh a stvořitel světa se nazývá Unkulunkulu (v překladu: ten největší). Bůh Unkulunkulu se zrodil z obrovské rákosové bažiny nazývané Uhlanga – z tohoto močálu mají také pocházet lidé. Unkulunkulu bývá spojován s nebeským bohem Umvelinqangi (v překladu Ten, který byl na počátku).  Unkulunkulu je zdrojem veškeré existence; mezi další božstva patří: Nomhoyi (bohyně řek), Nomkhubulwane (bohyně deště a duhy), Ngungi (bůh kovářů) a Nyanga (bohyně měsíce).

## Jorubové

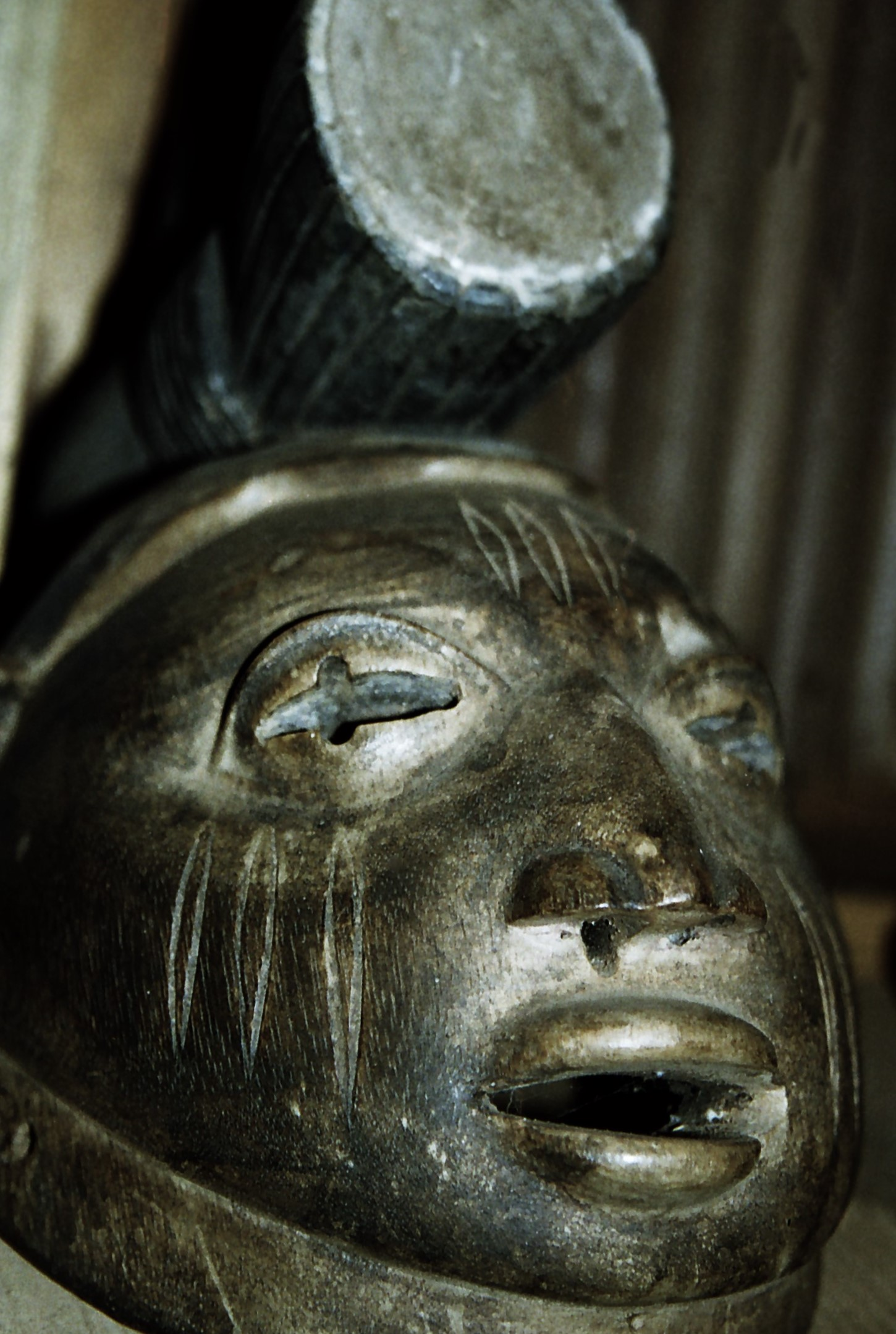
Vodunská soška, Benin

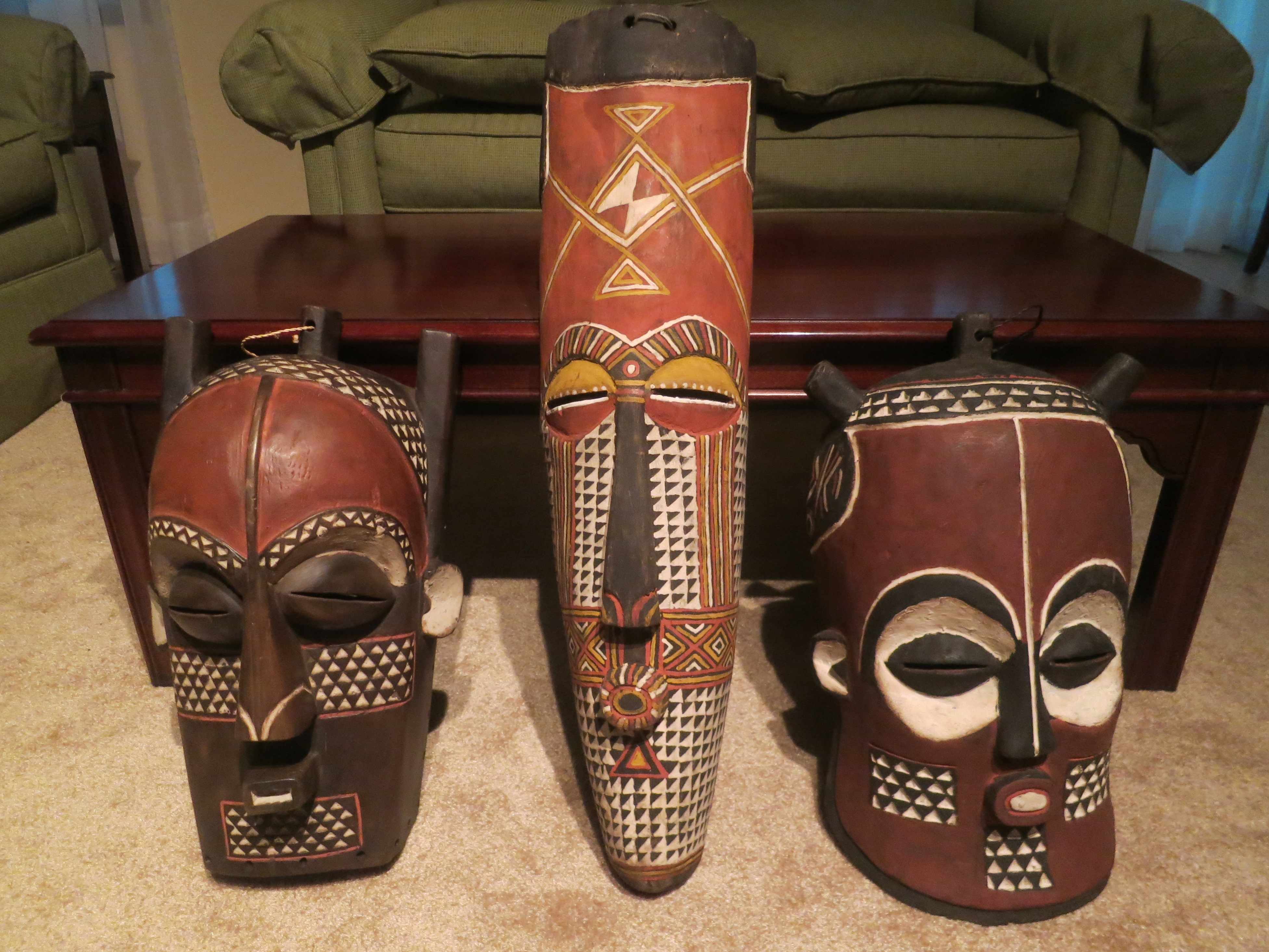
Masky Kongů, Kongo Central

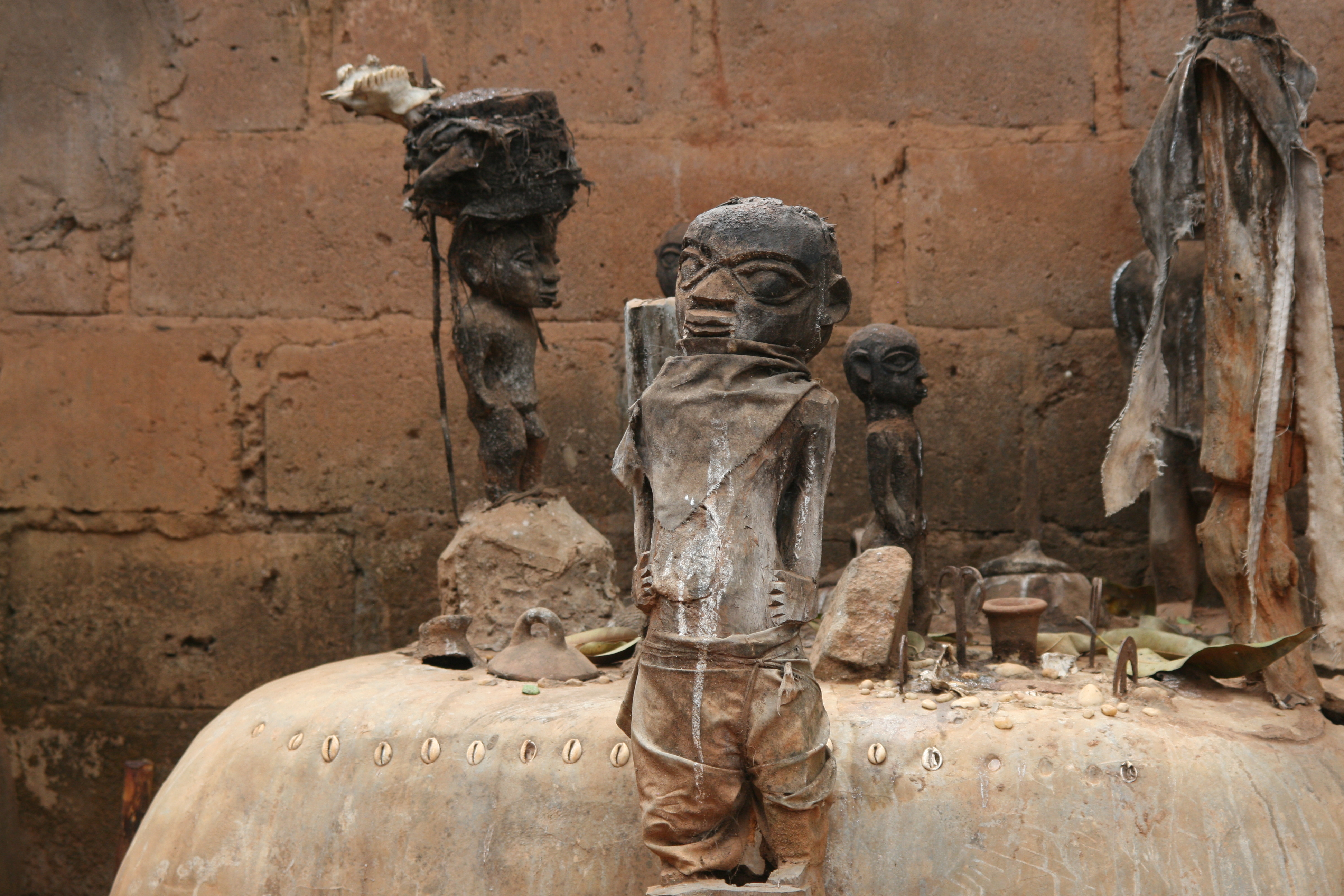
Oltář vodunu v beninském Abomey

Největším tradičním náboženstvím je pravděpodobně náboženství Jorubů, které má přes patnáct milionů aktivních přívrženců, především v Nigérii a Beninu. Nejvyšším bohem Jorubů je Olorun, který však nemá své místo v kultu, to namísto něj zaujímají božstva zvaná orišové. Tajná společnost Ogboniů, která ještě na počátku 20. století jmenovala krále, však uctívá Onile – Velkou matku. Mezi významné oriše patří bůh války a kovářství Ogún, trickster Ešu nebo vodní bohyně Yemoja. Podobné je náboženství Akanů a vodun praktikované v sousední Ghaně, Togu a na Pobřeží slonoviny.
Jorubové mají jedno hlavní centrum a mnoho lokálních míst. Ife je centrum všech náboženských sil, zde bůh Orišala zahájil stvoření lidstva. Snad v každé jorubské domácnosti se nachází rodinná svatyně. Hlavní představitel rodiny (= olori ebe) pořádá rituály, např. při narození dítěte, odchodu provdané dcery, pohřbu člena rodiny.
Každý oba neboli správce / král / nejvyšší náčelník města je naplněn božskou silou, je hoden velké úcty, svým postavení podléhá pouze bohům. Pouze za jeho účasti se mohou vykonávat některé obřady.
Existuje zde mnoho bohů a o každého se stará kněžstvo. Např. věštec (= babalowo) komunikuje s bohem věštění Orunmilou, Jorubové k němu často chodí pro radu. Důležitá je role specialisty na léky a léčení – ollogun – odborník na poznávání příčin a předepisování způsobu léčby různých chorob. Síla medicína však přichází od boha. 

## Synkretismus a nová tradiční náboženství

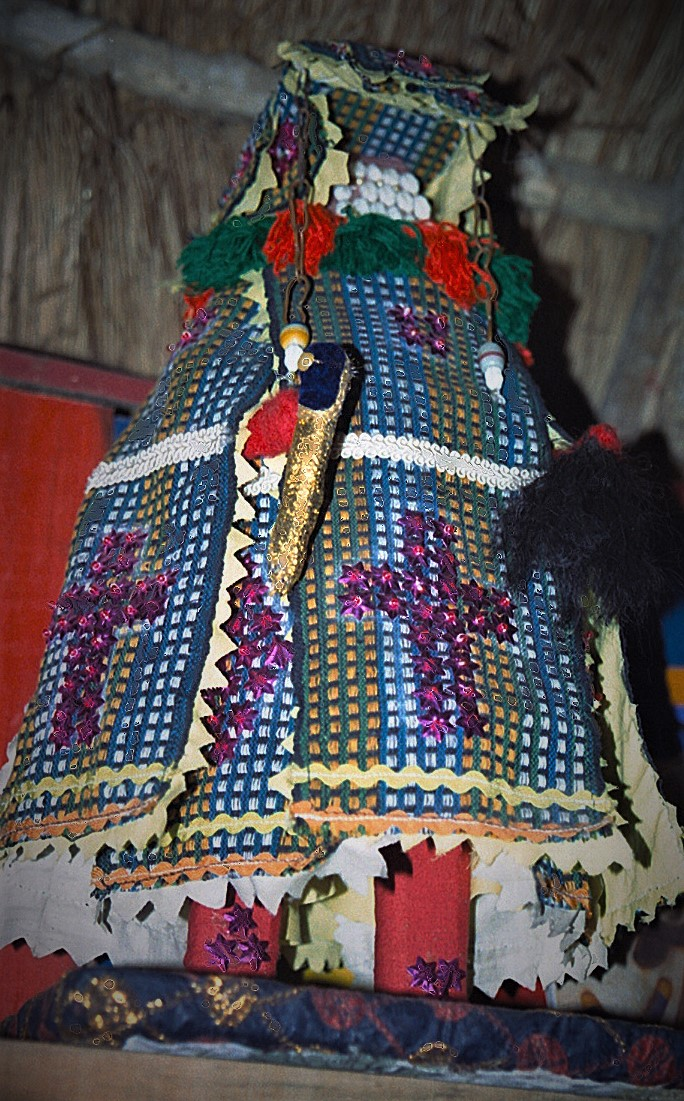
Ukázka synkretismu vodunu a křesťanství. Vodunské zangbeto s křížem.

Přestože z hlediska statistiky jsou tradiční náboženství na ústupu a vyznává je pouhý zlomek africké populace tak se stále projevují v nových podobách. Například západní Africe je uctívána Mami Wata, vodní duch či bohyně v podobě mořské panny, jejíž kult se podobá cargo kultům a některými věřícími je praktikován zároveň s křesťanstvím. Některé kulty jsou zaměřené na odpor proti kolonizátorům, jako například nigerijská Hauka, Mumbo nebo Armáda Božího odporu. Zachována byla také víra ve škodlivou moc čarodějnictví a tak vznikla proti-čarodějnická hnutí jako Kamcape ve východní a jižní Africe. Mezi kulty které spojují tradiční a křesťanské prvky patří zase západoafrické církve zvané Aladura nebo gabonské Bwiti, jejímž ústředním prvkem je konzumace psychoaktivní ibogy. Náboženský život v Africe je komplexní, podle afrikanisty a religionisty Ondřeje Havelky existuje zejména v subsaharské Africe vícečetná náboženská identita i různé formy náboženských eklekticismů a synkretismů (např. synkretismus vodunu a křesťanství). Rozšířené je rovněž africké čarodějnictví a religiózní fenomény jako Nkisi Nkondi a podobné. I v rámci tradičních náboženství existuje velké množství menších lokálních kultů jako např. Heviosso v beninském vodunu.